# L'Enfant prodigue (film, 1909)
 (janvier 2024).
Si vous disposez d'ouvrages ou d'articles de référence ou si vous connaissez des sites web de qualité traitant du thème abordé ici, merci de compléter l'article en donnant les références utiles à sa vérifiabilité et en les liant à la section « Notes et références ».
Pour les articles homonymes, voir Enfant prodigue.
L'Enfant prodigue est un film français muet de court métrage réalisé par le dramaturge Georges Berr, sorti en 1909.

## Fiche technique
- Réalisation : Georges Berr
- Scénario : Henri Lavedan

## Distribution
- Jean Dehelly : le fils prodigue
- René Alexandre : le fils aîné
- Henry Sylvain : le père
- et les danseuses de l'Opéra